# Tomasz Śnieg
Tomasz Śnieg (Jaworzno, 3 giugno 1989) è un cestista polacco.

## Palmarès
- Coppa di Polonia: 1

Pierniki Toruń: 2018
- Supercoppa polacca: 1

Pierniki Toruń: 2018